# Santes

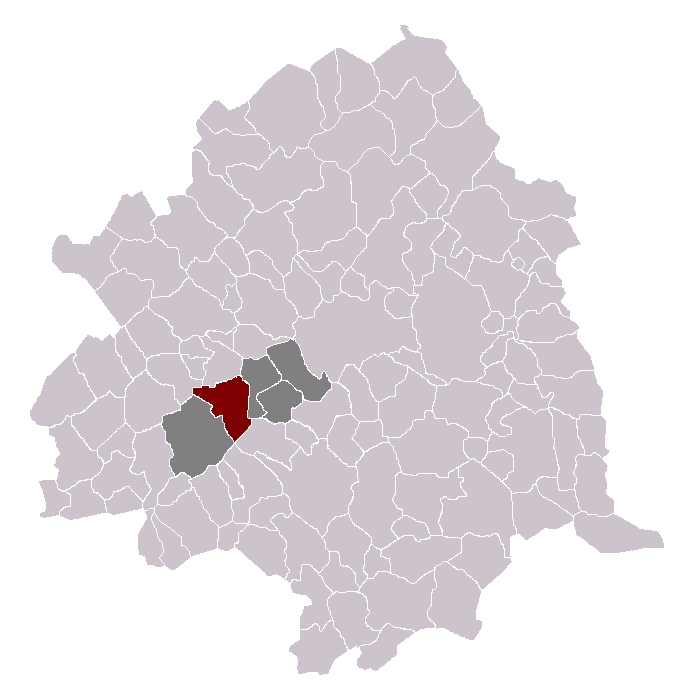
Ubicació de Santes dins del cantó i el districte

Santes és un municipi francès, situat a la regió dels Alts de França, al departament del Nord. L'any 2006 tenia 5.029 habitants. Limita al nord-oest amb Beaucamps-Ligny, al nord amb Hallennes-lez-Haubourdin, a l'oest amb Wavrin, a l'est amb Haubourdin, al sud amb Gondecourt i al sud-est amb Houplin-Ancoisne.

## Demografia
| 1962                                       | 1968  | 1975  | 1982  | 1990  | 1999  | 2006  |
| ------------------------------------------ | ----- | ----- | ----- | ----- | ----- | ----- |
| 2.974                                      | 3.362 | 3.294 | 4.735 | 4.838 | 4.974 | 5.029 |
| Des de 1962: població sense dobles comptes |       |       |       |       |       |       |

## Administració
| Període   | Identitat       | Partit |
| --------- | --------------- | ------ |
| 1941-1944 | Pierre Buisine  |        |
| 1944-1945 | Émile Cousin    |        |
| 1945-1989 | Robert Dujardin |        |
| 1989-     | Philippe Barret | UDF    |